# Carmen Dominicci
Carmen Lourdes Dominicci Ramos es una bloguera, periodista y presentadora de noticias puertorriqueña, ganadora de cinco Premios Emmy.

## Biografia
Dominicci nació en Ponce, Puerto Rico, en julio 15 de 1966. Estudió su educación primaria en escuelas locales y se graduó con honores Magna Cum Laude de la Universidad Del Sagrado Corazón con un título de Periodismo y Comunicación Social.

## Carrera en televisión
Dominicci comenzó a aparecer en comerciales de televisión a finales de 1980. Representó a Puerto Rico en varios concursos de belleza y competiciones de modelaje internacional en Estados Unidos y Europa.
Incursionó en la actuación primero en obras de teatro y luego en miniseries de televisión, pero dejó la carrera para dedicarse de lleno a sus estudios de periodismo. 
En 1989 se casó con el actor puertorriqueño Osvaldo Ríos con quien tuvo un hijo, Giuliano Ríos Dominicci. Su divorcio se produjo en 1993. 
En la década de 1990, Carmen Dominicci se convirtió en una de las reporteras de noticias preferidas en Puerto Rico gracias a su trabajo en el Canal Tele-Once. Luego fue la presentadora principal de noticias de WAPA-TV.

### Comienzos en Telemundo
En 1998 firmó contrato con Telemundo 47 como presentadora de noticias, posición que ocupó durante cuatro años en los que cubrió relevantes eventos como el juicio al presidente Bill Clinton, la toma de posesión del presidente George Bush y los atentados del 9/11 a las torres gemelas, entre otros. 

### Salto a Univision
En 2002 Carmen Dominicci se unió a la cadena Univision como presentadora del programa noticioso "Primer Impacto" donde laboró tres años, en los cuales condujo también la Edición Nocturna del mismo programa. Entre sus coberturas destacadas estuvieron la muerte del Papa Juan Pablo II, que hizo desde Roma, Italia y las serie investigativas “Infierno Animal” y “Tragedia en Jimani”, acerca del trágico deslave que provocó la muerte de más de 400 personas.
En octubre de 2005 Carmen Dominicci y Rolando Nichols se convirtieron en presentadores del noticiero bandera de la cadena TeleFutura, “TeleFutura en Vivo y en Directo”. Al año siguiente Carmen regresó a Univision como corresponsal del programa de investigación periodística “Aquí y Ahora”, donde estuvo hasta el 2009.
Mientras trabajaba en “Aquí y Ahora” en 2007, la cadena hermana de Univision, Galavision, creó el concurso de talento periodístico “Misión Reportar”, donde fue escogida como conductora. 
En ese mismo año la periodista contrajo matrimonio con su ex compañero de “Primer Impacto”, Fernando del Rincón, de quien se divorció en 2008. 

### Regreso a Telemundo
En el 2009 Telemundo volvió a fichar a Dominicci como una de sus principales caras del equipo de “Noticias Telemundo”, que para ese entonces ya era parte del conglomerado NBC. 
Sus coberturas incluyeron acontecimientos tan importantes como el Terremoto en Haití en 2010, el rescate de los 33 mineros y la catástrofe del terremoto y tsunami en Chile, ambos en 2010.
En 2011 se unió como co-presentadora y corresponsal al programa noticioso “Al Rojo Vivo”. En dicha cadena se incorporó al equipo de investigaciones especiales de Noticias Telemundo, donde ganó varios premios de Periodismo Investigativo por "Muriendo por Cruzar" serie en el que registró el aumento de las muertes de inmigrantes al cruzar la frontera con México desde Falfurrias, Texas, en adversas condiciones climáticas.

## Carrera como bloguera
Tras de dejar de ser parte de Telemundo en diciembre de 2015, lanzó su propio blog de viajes llamado Carmen Dominicci Trotamundosbajo el lema "Conoce el mundo a través de mis ojos".

### Episodios de Carmen Dominicci Trotamundos
Los episodios publicados en el blog de 'Carmen Dominicci Trotamundos' muestran los lugares visitados por la periodista. Entre otros están: 

#### Islandia
- Los mejores lugares para ver en Islandia
- 10 razones por las que debes viajar a Iceland ¡pronto!

#### Estados Unidos
- La casa más grande de los Estados Unidos

#### Turquía
- Mi experiencia en un hotel cueva
- Mi viaje al mágico Estambul
- Qué, cuándo y dónde en Estambul
- Pammukale: El increíble “Castillo de Algodón”
- Qué ver y hacer en la incomparable Capadocia
- Mi viaje en globo a Capadocia
- Viajar al estilo Turkish Arlines
- Hiérapolis: qué ver en el spa de los antiguos
- Éfeso: viaje a la ciudad que el mar abandonó

#### Francia
- Las catacumbas de París

- El cementerio de los famosos
- Mi insaciable apetito por París
- Qué, cuándo y dónde en la imponente París
- Cómo disfrutar de un París barato
- Sebastopol: un hotel de película
- Córcega: viaje a la hija del mar y el sol
- Qué ver y hacer en el Valle del Loira

#### Italia
- Qué hacer con 24 horas en Venecia
- Florencia es su nombre, bella su apellido
- Roma: visitar, ver y volver

#### Grecia
- Qué, cuándo y dónde en Santorini
- Santorini: la isla que me robó el corazón
- Lo mejor de Mykonos

#### Alemania
- Qué hacer con 24 horas en Berlín

#### Caribe
- Qué ver y hacer en Santa Lucía

## Premios y reconocimientos
Durante más de dos décadas de carrera periodística, Dominicci acumuló numerosos premios y reconocimientos, entre los que están: 
- 1995 Premio Paoli.
- 1999 Premio Ace: Mejor presentadora de noticias.[2]
- 2000 Premio Emmy Regional: Categoría Noticiero / Presentador único sobresaliente.[2]
- 2001 Premio Emmy Regional: Categoría Noticiero / Presentador único sobresaliente.[2]
- 2002 Premio Emmy Regional: Categoría Noticiero / Presentador único sobresaliente.[2]
- 2010 People en Español la escogió como una de los “50 más bellos” de ese año.
- 2013 Premio Emmy: Excelencia en la cobertura de noticias de última hora en español.[3]
- 2015 Premio GLAAD: Ganadora Categoría “Mejor Periodismo en televisión en español”, por reportaje al boxeador Orlando Cruz.[4]
- 2015 Premio George Polk 2015: Ganadora Como Mejor Reportaje en TV, como presentadora y corresponsal del especial “Muriendo Por Cruzar" de Telemundo.[5]
- 2015 Premio Emmy: Periodismo investigador destacado en español de los 36th premios anuales y documentales.[3]
- 2016 Premio GLAAD: Nominada por el reportaje “Abre su corazón: entrevista con Patricia Velásquez” que realizó para Al rojo vivo antes de partir de la cadena.[6]

## Otras apariciones importantes
- 2004 Presentadora de la especial "Noche de Estrellas de Premio Lo Nuestro", Univision.
- 2005 Presentadora "Premio Lo Nuestro a la Música Latina", Univision.
- 2011 Presentadora "Billboard Latin Music Awards", Telemundo.
- 2011 Embajadora de la organización Cielo Latino, difundiendo el mensaje de prevención e investigación de una cura para el Sida.
- 2014 Presentadora "Billboard Latin Music Awards", Telemundo.
- 2014 Ponente del "Congreso de Mujeres Líderes en Guatemala".
- 2015 Anfitriona del especial de televisión "Siempre Selena", conmemorando el 20 aniversario del asesinato de la famosa cantante de Tex-Mex, Selena.
- 2015 Embajadora de la 58ª edición del Desfile Nacional Puertorriqueño, en la Quinta Avenida de Nueva York.
- 2017 La ciudad de Orlando, Florida, nombró cada 15 de enero como el "Día Oficial de Carmen Dominicci".